# Velódromo de Hong Kong

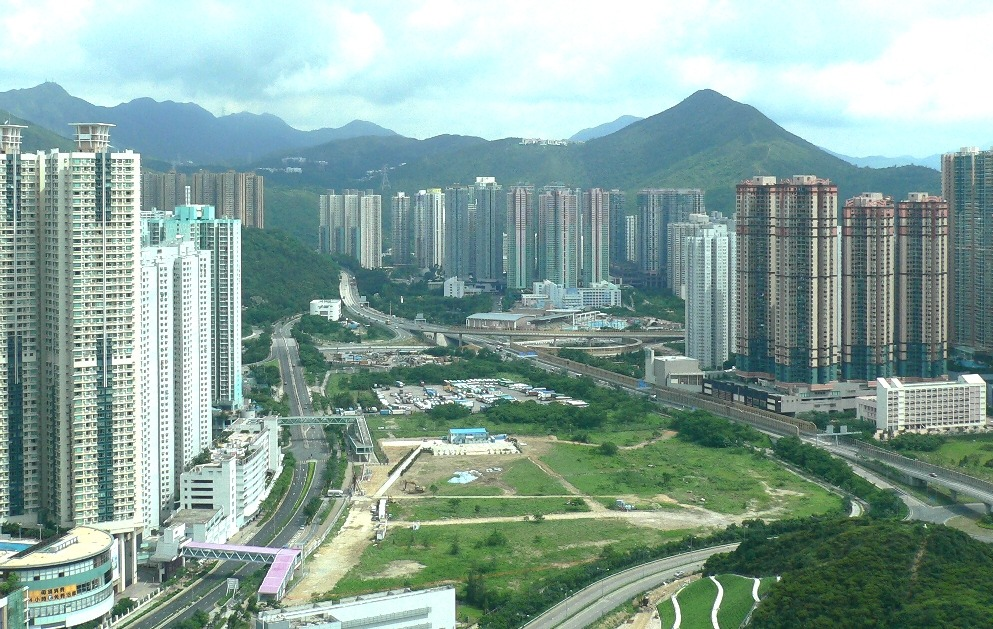
Local do Velódromo de Tseung Kwan O em 2006.

O Velódromo de Hong Kong é um velódromo em Tseung Kwan O, Hong Kong. Possui uma pista de ciclismo de 250 metros e instalações para espectadores para 3.000 pessoas. Foi inaugurado em dezembro de 2013, próximo ao Campo Desportivo Tseung Kwan O.

## História
O governo de Hong Kong concordou em construir o velódromo depois que Wong Kam-po ganhou em Doha a medalha de ouro para a corrida de estrada masculina nos Jogos Asiáticos de 2006, no meio a preocupações de que os atletas que representam Hong Kong precisassem de confiar em instalações de treinamento na China. O orçamento para a construção do local de HK $ 1.1 bilhões recebeu a aprovação legislativa em janeiro de 2010 e o trabalho começou dois meses depois.
Em 5 de novembro de 2012, a secretária-chefe Carrie Lam deu início à construção do velódromo de Tseung Kwan O, como era então conhecido. O velódromo ocupa 6,6 hectares, e os capacetes de ciclismo inspiraram o seu desenho ondulado no telhado. Lam oficiou a cerimônia que marcou o início das obras.
O velódromo foi inaugurado oficialmente em 30 de dezembro de 2013. O evento internacional inaugural, a Hong Kong International Track Cup de 2014 (um evento de classe um da UCI ), foi realizada de 10 a 12 de janeiro de 2014.
Em 3 de março de 2014, Lleyton Hewitt, Tomáš Berdych, Sam Stosur e Li Na disputaram as partidas de tênis de exibição do BNP Paribas Showdown no Velódromo, todos os 3.000 ingressos foram esgotados. Li e Stosur elogiaram a localização incomum de um evento de tênis, que contou com assentos VIP no nível do solo de ambos os lados e estandes de espectadores em ambas as extremidades dentro da pista de ciclismo de 250 metros.
Em 2 de maio de 2015, a União Internacional de Ciclismo (UCI) concedeu a etapa final da sua Copa do Mundo de Ciclismo em Pista de 2015-16 em Hong Kong. A Associação de Ciclismo de Hong Kong sediou uma primeira série da Copa do Mundo no dia 16- 17 de janeiro de 2016. As corridas ocorreram no Velódromo de Hong Kong.
Em março de 2016, a UCI anunciou que o Velódromo de Hong Kong tinha sido selecionado como o local do Campeonato Mundial de Ciclismo de Pista da UCI de 2017.

## Instalações

### Velódromo
O velódromo compreende uma ciclovia de madeira com 250 metros de comprimento e 7 metros de largura, cercada por 2.000 assentos fixos e 1.000 assentos retráteis. As instalações de apoio incluem vestiários, sala de conferência de imprensa, salas de testes de drogas e sala de imprensa.

### Centro Desportivo
O espaço no centro da ciclovia forma uma área polivalente para basquete, vôlei, badminton, ginástica e outros desportos, mas o espaço é fechado ao público sempre que a ciclovia estiver sendo usada.
O restante do centro desportivo público está localizado no térreo, abaixo do nível da pista de ciclismo, composto por uma sala de tênis de mesa, uma sala de dança, uma sala de ginástica, salas de atividades e uma sala de jogos para crianças.

### Parque da cidade
O Hong Kong Velodrome Park é um parque de 5,3 hectares em torno do edifício do velódromo. O parque inclui gramados, um restaurante, lagos artificiais, uma pista de skate em concreto, uma pista de corrida, mesas de xadrez, um anfiteatro e uma parede de escalada.